# Liste der Bodendenkmäler in Penzberg
Auf dieser Seite sind die Bodendenkmäler in der oberbayerischen Stadt Penzberg zusammengestellt. Diese Tabelle ist eine Teilliste der Liste der Bodendenkmäler in Bayern. Grundlage ist die Bayerische Denkmalliste, die auf Basis des Bayerischen Denkmalschutzgesetzes vom 1. Oktober 1973 erstmals erstellt wurde und seither durch das Bayerische Landesamt für Denkmalpflege geführt wird. Die folgenden Angaben ersetzen nicht die rechtsverbindliche Auskunft der Denkmalschutzbehörde.

## Bodendenkmäler der Gemeinde

### Bodendenkmäler in der Gemarkung Penzberg
| Lage                | Objekt | Akten-Nr.     | Bild           |
| ------------------- | --- | ------------- | -------------- |
| Penzberg (Standort) | Verebneter Grabhügel vorgeschichtlicher Zeitstellung. Siehe auch: Hügelgrab | D-1-8234-0006 |                |
| Penzberg (Standort) | Burgstall des hohen Mittelalters (Schlossbichl). Siehe auch: Burgstall, Mittelalter, Burgstall Schlossbichl | D-1-8234-0010 |                |
| Penzberg (Standort) | Linienverschanzung der frühen Neuzeit (Alte Schanze). | D-1-8234-0011 |                |
| Penzberg (Standort) | Untertägige frühneuzeitliche Befunde im Bereich der Katholischen Filialkirche St. Maria in Hub. | D-1-8234-0042 |                |
| Penzberg (Standort) | Untertägige spätmittelalterliche und frühneuzeitliche Befunde im Bereich der Katholischen Filialkirche St. Johann in Sankt Johannisrain und ihres Vorgängerbaus. Siehe auch: St. Johann (Sankt Johannisrain), Sankt Johannisrain | D-1-8234-0045 | weitere Bilder |
| Penzberg (Standort) | Untertägige frühneuzeitliche Befunde im Bereich der Katholischen Filialkirche Hl. Kreuz in Nantesbuch und ihres Vorgängerbaus. Siehe auch: Nantesbuch (Penzberg)                                                                 | D-1-8234-0047 |                |